# Milocera arcifera
Milocera arcifera là một loài bướm đêm trong họ Geometridae.